# Quilombo Ponta do Morro
Ponta do Morro é uma comunidade remanescente de quilombo, população tradicional brasileira, localizada no município brasileiro de Cáceres, em Mato Grosso. A comunidade de Ponta do Morro é formada por uma população de 385 pessoas, distribuídas em uma área de 1.546 hectares. O território foi certificado como remanescente de quilombo (reminiscências históricas de antigos quilombos) em 2005, pela Fundação Cultural Palmares (Portaria n° 39/2005).
Esta comunidade teve o Relatório Técnico de Identificação e Delimitação publicado em 2013 (etapa da regularização fundiária), tendo recebido a titulação da terra em 41607, pelo INCRA.
A formação da comunidade Pita Canudos se inicia com a fuga de Antônio Constantino Maciel de Campos, um homem escravizado de uma fazenda em Poconé. Antônio se fixou na região da Morraria, próximo ao município de Cáceres. O nome da comunidade, Pita Canudos, está relacionado ao hábito dos antigos moradores de fumar tabaco em canudos de bambu.

## Tombamento
O tombamento de quilombos é previsto pela Constituição Brasileira de 1988, bastando a certificação pela Fundação Cultural Palmares:
Art. 216. Constituem patrimônio cultural brasileiro os bens de natureza material e imaterial, tomados individualmente ou em conjunto, portadores de referência à identidade, à ação, à memória dos diferentes grupos formadores da sociedade brasileira [...]
§ 5º Ficam tombados todos os documentos e os sítios detentores de reminiscências históricas dos antigos quilombos.
Portanto, a comunidade quilombola de Pita Canudos é um patrimônio cultural brasileiro, tendo em vista que recebeu a certificação de ser uma "reminiscência histórica de antigo quilombo" da Fundação Cultural Palmares no ano de 2005.

## Situação territorial
os remanescentes quilombolas se encontram, em sua maioria, no perímetro urbano de Cáceres, pois sofreram desapropriação territorial por grileiros, de forma violenta e gradual, entre os anos de 1960 e 1992.
Em 2015, o Ministério Público Federal encomendou um inventário do patrimônio cultural material localizado no território tradicional dessa comunidade. Durante o processo, os quilombolas elaboraram um mapa com lugares de memória coletiva da comunidade, que incluíram os dois cemitérios: um para “adultos” e outro para “anjinhos” ( as crianças), considerados espaços sagrados para a comunidade. Também constam no mapa os lugares onde ficavam as moradias das famílias antes da expulsão, a nascente e o córrego, a dolina “Água Milagrosa”, as matas, e o espaço onde ocorria a Festa de São João. Pesquisas arqueológicas encontraram artefatos indicando a ocupação quilombola, como uma roda de ferro e um pilão.
A comunidade Pita Canudis possui processo de titularização junto ao INCRA desde 2014. O título da terra (regularização fundiária) proporciona que a comunidade enfrente menos dificuldades para desenvolver a agricultura (como conflitos pela posse da terra com os fazendeiros da região em que se localiza), que solicite o licenciamento ambiental de seu território e solicite políticas sociais e urbanas para melhorias de suas condições de vida, como infraestrutura urbana de redes de energia, água e esgoto.
Povos Tradicionais ou Comunidades Tradicionais são grupos que possuem uma cultura diferenciada da cultura predominante local, que mantêm um modo de vida intimamente ligado ao meio ambiente natural em que vivem. Através de formas próprias: de organização social, do uso do território e dos recursos naturais (com relação de subsistência), sua reprodução sócio-cultural-religiosa utiliza conhecimentos transmitidos oralmente e na prática cotidiana.